# 五福庙
五福庙，位于中国福州市平潭县潭城镇五福庙街，为一个省级文物保护单位，类型为古建筑，为第五批福建省文物保护单位，公布时间为2001年1月20日。
五福庙的历史年代为清。